# I Want Your Sex
"I Want Your Sex" là một bài hát của nghệ sĩ thu âm người Anh quốc George Michael nằm trong album nhạc phim của bộ phim năm 1987 Beverly Hills Cop II. Ngoài ra, nó còn xuất hiện trong album phòng thu đầu tay của nam ca sĩ, Faith (1987). Bài hát được phát hành vào ngày 1 tháng 6 năm 1987 như là đĩa đơn thứ ba trích từ album nhạc phim và đầu tiên trích từ Faith bởi Columbia Records. "I Want Your Sex" gồm ba phần riêng biệt với tên gọi "Rhythms", trong đó phiên bản đầu tiên mang tiêu đề "Rhythm One: Lust" được phát hành làm đĩa đơn. Nó còn được phối với phiên bản thứ hai mang tiêu đề "Rhythm Two: Brass in Love" cho Faith, bên cạnh phiên bản thứ ba mang tiêu đề "Rhythm Three: A Last Request" được xuất hiện như là mặt B cho những đĩa đơn khác từ album như "Hard Day" và "Kissing a Fool". Ba phiên bản trên đã được phối lại với nhau để tạo thành một bản nhạc dài 13 phút với tên gọi "Monogamy phối" cho những phiên bản phát hành của đĩa đơn.
Tương tự như phần còn lại của album, "I Want Your Sex" được viết lời và sản xuất bởi Michael. Sau khi phát hành, bài hát nhận được những phản ứng đa phần là tích cực từ các nhà phê bình âm nhạc, trong đó họ đánh giá cao giai điệu hấp dẫn và gây nghiện cũng như quá trình sản xuất nó. Mặc dù bị kiểm duyệt gắt gao trên sóng phát thanh bởi tiêu đề và nội dung nhạy cảm, "I Want Your Sex" đã gặt hái những thành công vượt trội về mặt thương mại, đứng đầu các bảng xếp hạng ở Bỉ, Ireland và Hà Lan, đồng thời lọt vào top 10 ở hầu hết những quốc gia nó xuất hiện, bao gồm vươn đến top 5 ở nhiều thị trường lớn như Úc, Áo, Canada, Phần Lan, Đức, Ý, New Zealand, Na Uy, Tây Ban Nha và Thụy Sĩ, trong khi đạt vị trí thứ ba ở quê nhà của Michael là Vương quốc Anh. Tại Hoa Kỳ, bài hát khởi đầu cho chuỗi những đĩa đơn thành công từ Faith với việc đạt vị trí thứ hai bảng xếp hạng Billboard Hot 100 trong một tuần, trở thành đĩa đơn hát đơn thứ tư của nam ca sĩ vươn đến top 5 tại đây.
Video ca nhạc cho "I Want Your Sex" được đạo diễn bởi Andy Morahan, cộng tác viên quen thuộc xuyến suốt sự nghiệp của Michael, trong đó tập trung khai thác mối quan hệ tình cảm giữa nam ca sĩ và người bạn gái lúc bấy giờ Kathy Jeung, đã vấp phải những tranh cãi liên quan đến hình ảnh và chủ đề về tình dục của nó, dẫn đến việc video bị cấm phát sóng hoặc trình chiếu vào ban đêm ở nhiều quốc gia. Mặc dù được xem như một trong những bài hát thành công nhất trong sự nghiệp của Michael, ông đã thừa nhận việc không thích nó và chưa bao giờ biểu diễn lại sau chuyến lưu diễn hát đơn đầu tay The Faith World Tour, và mặc dù phiên bản "Rhythm Two: Brass in Love" vẫn xuất hiện trong album tuyển tập Ladies & Gentlemen: The Best of George Michael (1998), "I Want Your Sex" đã không được chọn cho album tuyển tập tiếp theo Twenty Five (2006), đồng thời phiên bản "Monogamy phối" cũng không xuất hiện trong phiên bản phát hành lại năm 2011 của Faith.

## Danh sách bài hát
Đĩa 7" tại châu Âu và Anh quốc
- A. "I Want Your Sex" ("Rhythm One: Lust") – 4:44
- B. "I Want Your Sex" ("Rhythm Two: Brass in Love") – 4:43

Đĩa 12" tại châu Âu và Anh quốc
- A. "I Want Your Sex" (Monogamy phối) – 13:12

1. "Rhythm One: Lust" – 4:44
2. "Rhythm Two: Brass in Love" – 4:43
3. "Rhythm Three: A Last Request" – 3:48

- B. "Hard Day" – 4:51

## Xếp hạng
| Bảng xếp hạng (1987)                     | Vị trí cao nhất |
| ---------------------------------------- | --------------- |
| Úc (Kent Music Report)                   | 2               |
| Áo (Ö3 Austria Top 40)                   | 2               |
| Bỉ (Ultratop 50 Flanders)                | 1               |
| Canada (RPM)                             | 2               |
| Đan Mạch (IFPI)                          | 3               |
| Châu Âu (European Hot 100 Singles)       | 3               |
| Phần Lan (Suomen virallinen lista)       | 2               |
| Pháp (SNEP)                              | 11              |
| Đức (Official German Charts)             | 3               |
| Ireland (IRMA)                           | 1               |
| Ý (FIMI)                                 | 2               |
| Hà Lan (Dutch Top 40)                    | 1               |
| Hà Lan (Single Top 100)                  | 1               |
| New Zealand (Recorded Music NZ)          | 2               |
| Na Uy (VG-lista)                         | 3               |
| Tây Ban Nha (AFYVE)                      | 4               |
| Thụy Điển (Sverigetopplistan)            | 8               |
| Thụy Sĩ (Schweizer Hitparade)            | 2               |
| Anh Quốc (OCC)                           | 3               |
| Hoa Kỳ Billboard Hot 100                 | 2               |
| Hoa Kỳ Dance Club Songs (Billboard)      | 2               |
| Hoa Kỳ Hot R&B/Hip-Hop Songs (Billboard) | 43              |

| Bảng xếp hạng (1987)                  | Vị trí |
| ------------------------------------- | ------ |
| Australia (Kent Music Report)         | 32     |
| Austria (Ö3 Austria Top 40)           | 24     |
| Belgium (Ultratop 50 Flanders)        | 15     |
| Canada (RPM)                          | 13     |
| Denmark (IFPI)                        | 14     |
| Europe (European Hot 100 Singles)     | 9      |
| Germany (Official German Charts)      | 18     |
| Italy (FIMI)                          | 8      |
| Netherlands (Dutch Top 40)            | 17     |
| Netherlands (Single Top 100)          | 7      |
| New Zealand (Recorded Music NZ)       | 16     |
| Norway Autumn Period (VG-lista)       | 13     |
| Switzerland (Schweizer Hitparade)     | 23     |
| UK Singles (Official Charts Company)  | 64     |
| US Billboard Hot 100                  | 24     |
| US Hot Dance Club Songs (Billboard)   | 26     |
| US Top Soundtrack Singles (Billboard) | 3      |

| Bảng xếp hạng (1980-89)    | Vị trí |
| -------------------------- | ------ |
| Netherlands (Dutch Top 40) | 141    |

## Chứng nhận
| Quốc gia                                                                           | Chứng nhận | Số đơn vị/doanh số chứng nhận |
| ---------------------------------------------------------------------------------- | ---------- | ----------------------------- |
| Canada (Music Canada)                                                              | Vàng       | 50.000^                       |
| Hà Lan (NVPI)                                                                      | Vàng       | 75.000^                       |
| New Zealand (RMNZ)                                                                 | Vàng       | 10.000*                       |
| Anh Quốc (BPI)                                                                     | Bạc        | 327,160                       |
| Hoa Kỳ (RIAA)                                                                      | Bạch kim   | 1.000.000^                    |
| * Chứng nhận dựa theo doanh số tiêu thụ. ^ Chứng nhận dựa theo doanh số nhập hàng. |            |                               |